# Shango capicola
Genre
Espèce
Synonymes
- Dictyna capicola Strand, 1909

Shango capicola, unique représentant du genre Shango, est une espèce d'araignées aranéomorphes de la famille des Dictynidae.

## Distribution
Cette espèce est endémique du Cap-Occidental en Afrique du Sud,.

## Publications originales
- Strand, 1909 : Spinnentiere von Südafrika und einigen Inseln gesammelt bei der deutschen Südpolar-Expedition. Deutsche Südpolar-Expedition 1901-1905. Berlin, vol. 10, no 5, p. 541-596.
- Lehtinen, 1967 : Classification of the cribellate spiders and some allied families, with notes on the evolution of the suborder Araneomorpha. Annales Zoologici Fennici, vol. 4, p. 199-468.